# Latvijas kauss 2020
La Coppa di Lettonia 2020 (in lettone Latvijas kauss) è stata la 79ª edizione del torneo (la 26ª dall'indipendenza), giocata a eliminazione diretta, iniziata il 23 luglio 2020 e terminata l'8 novembre 2020. L'RFS Riga era la squadra campione in carica. Il Liepāja ha conquistato il trofeo per la seconda volta nella sua storia.

## Primo turno
Partecipano al primo turno 26 squadre tra la 2. Līga e la 3. Līga, rispettivamente il terzo e il quarto livello del campionato lettone di calcio.
| Squadra 1         | Risultato       | Squadra 2       |
| ----------------- | --------------- | --------------- |
| 23 luglio 2020    |                 |                 |
| Dobele            | 2 – 2 (4-3 dtr) | RTU Riga        |
| 25 luglio 2020    |                 |                 |
| Pļaviņas          | 4 – 2           | Cēsis           |
| 29 luglio 2020    |                 |                 |
| Liepaja FS        | 1 – 4           | Jēkabpils       |
| 2 agosto 2020     |                 |                 |
| Lubāna/Degumnieki | 1 – 13          | Kalupe          |
| Talsi/Laidze      | 2 – 1 (dts)     | DSVK Traktors   |
| 3 agosto 2020     |                 |                 |
| Upesciems         | 1 – 3           | Limbaži         |
| 4 agosto 2020     |                 |                 |
| Tente             | 4 – 1           | Krimulda        |
| 6 agosto 2020     |                 |                 |
| Karosta           | 4 – 0           | Jūrmala         |
| 9 agosto 2020     |                 |                 |
| Lielupe           | 1 – 2           | Priekuļi        |
| Kauguri           | 6 – 1           | AFK Aliance     |
| Mārupe            | 0 – 0 (1-4 dtr) | Albatroz SC     |
| Salaspils         | 4 – 1           | Jūrnieks        |
| Gauja Valmiera    | 2 – 3           | Staiceles Bebri |

## Secondo turno
Partecipano al secondo turno le 13 squadre vincenti del turno precedente, più altre 2 squadre di 2. Līga e 9 squadre di 1. Līga 2020, il secondo livello del campionato lettone di calcio.
| Squadra 1            | Risultato       | Squadra 2    |
| -------------------- | --------------- | ------------ |
| 20 agosto 2020       |                 |              |
| Albatroz SC          | 5 – 1           | Kalupe       |
| 21 agosto 2020       |                 |              |
| Jēkabpils            | 0 – 3           | Rēzeknes FA  |
| Pļaviņas             | 0 – 6           | Kauguri      |
| Talsi/Laidze         | 1 – 7           | Grobiņa      |
| 22 agosto 2020       |                 |              |
| Lokomotiv Daugavpils | 7 – 0           | Dobele       |
| 23 agosto 2020       |                 |              |
| Super Nova           | 3 – 2 (dts)     | Salaspils    |
| Tente                | 0 – 2           | Auda Ķekava  |
| Valka                | 2 – 5           | Karosta      |
| Limbaži              | 0 – 0 (5-6 dtr) | JDFS Alberts |
| Staiceles Bebri      | 1 – 2           | Priekuļi     |
| Dinamo Rīga          | 7 – 0           | Alberts FK   |
| Smiltene             | 2 – 0           | Saldus       |

## Terzo turno
Partecipano al terzo turno le 12 squadre vincenti il turno precedente.
| Squadra 1            | Risultato   | Squadra 2    |
| -------------------- | ----------- | ------------ |
| 5 settembre 2020     |             |              |
| Auda Ķekava          | 5 – 1 (dts) | Super Nova   |
| Lokomotiv Daugavpils | 3 – 2       | Albatroz SC  |
| Smiltene             | 3 – 4 (dts) | Dinamo Rīga  |
| Rēzeknes FA          | 2 – 1       | JDFS Alberts |
| 6 settembre 2020     |             |              |
| Grobiņa              | 3 – 0       | Karosta      |
| 9 settembre 2020     |             |              |
| Priekuļi             | 1 – 2       | Kauguri      |

## Quarto turno
Partecipano al quarto turno le 6 squadre vincenti del turno precedente e le 10 squadre della Virslīga 2020.
| Squadra 1            | Risultato   | Squadra 2        |
| -------------------- | ----------- | ---------------- |
| 23 settembre 2020    |             |                  |
| Dinamo Rīga          | 1 – 5       | Valmiera         |
| Grobiņa              | 2 – 5 (dts) | Spartaks Jūrmala |
| Lokomotiv Daugavpils | 0 – 4       | Ventspils        |
| Rēzeknes FA          | 1 – 3       | Tukums 2000      |
| 24 settembre 2020    |             |                  |
| Liepāja              | 1 – 0       | BFC Daugavpils   |
| Kauguri              | 0 – 9       | Jelgava          |
| 30 settembre 2020    |             |                  |
| Auda Ķekava          | 0 – 8       | RFS Riga         |
| 1º ottobre 2020      |             |                  |
| Riga FC              | 4 – 0       | Metta            |

## Quarti di finale
| Squadra 1        | Risultato       | Squadra 2   |
| ---------------- | --------------- | ----------- |
| 21 ottobre 2020  |                 |             |
| Jelgava          | 0 – 0 (3-4 dtr) | Ventspils   |
| Spartaks Jūrmala | 1 – 3           | Liepāja     |
| Valmiera         | 1 – 0           | Tukums 2000 |
| RFS Riga         | 3 – 2           | Riga FC     |

## Semifinali
| Squadra 1       | Risultato | Squadra 2 |
| --------------- | --------- | --------- |
| 28 ottobre 2020 |           |           |
| Ventspils       | 1 – 0     | RFS Riga  |
| Liepāja         | 2 – 0     | Valmiera  |

## Finale
| Arbitro: | Mareks Ķere |

|          |           |  |
| Dodô 93’ | Marcatori |  |